# Escorpain
Escorpain is een gemeente in het Franse departement Eure-et-Loir (regio Centre-Val de Loire) en telt 225 inwoners (1999). De plaats maakt deel uit van het arrondissement Dreux.

## Geografie
De oppervlakte van Escorpain bedraagt 9,2 km². De bevolkingsdichtheid is 24,5 inwoners per km².
De onderstaande kaart toont de ligging van Escorpain met de belangrijkste infrastructuur en aangrenzende gemeenten.

## Demografie
Onderstaande figuur toont het verloop van het inwonertal (bron: INSEE-tellingen).